# Marlowe (Peabody)

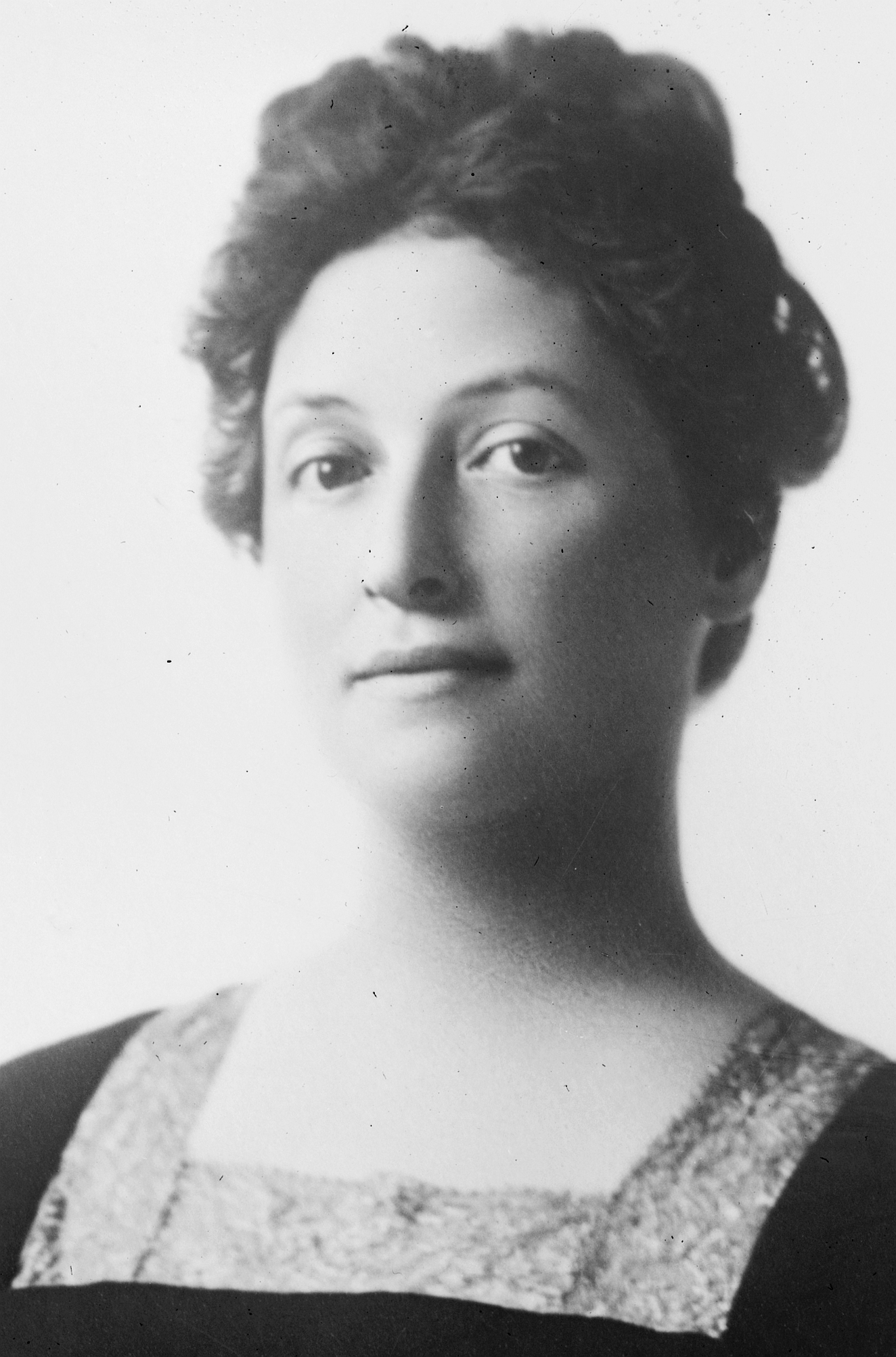
Josephine Preston Peabody

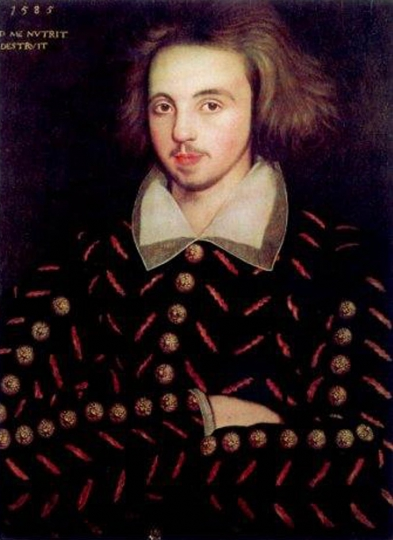
Christopher Marlowe był najwybitniejszym poprzednikiem Williama Szekspira, autorem tragedii „Tamerlan Wielki” i kilku innych sztuk

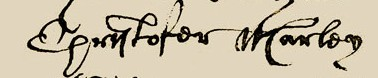
Podpis Christophera Marlowe’a

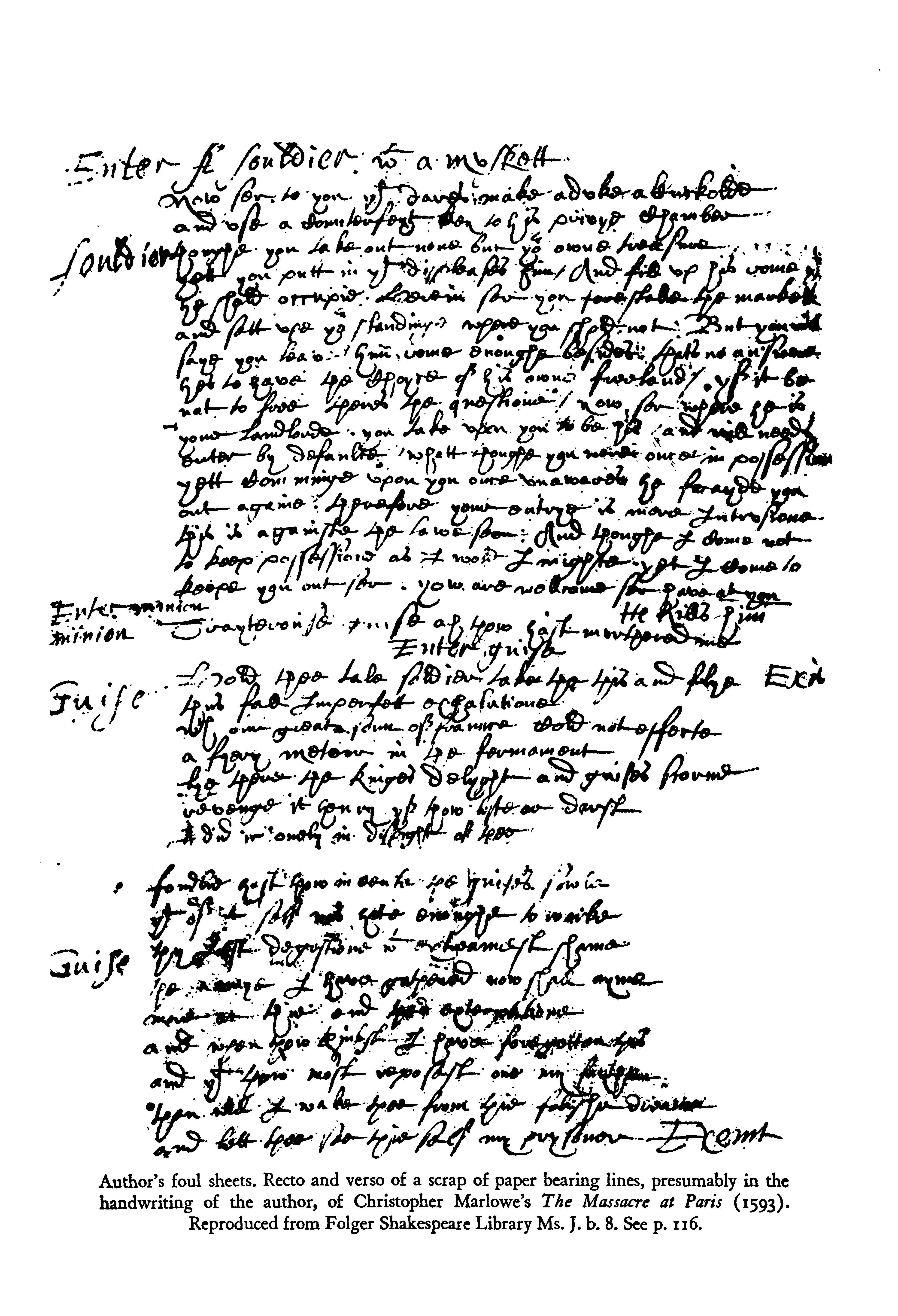
Rękopis "Masakry w Paryżu" Christophera Marlowe’a

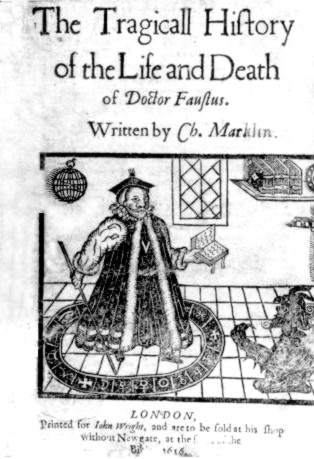
Do najbardziej znanych sztuk Marlowe’a należy "Tragiczna historia życia i śmierci doktora Fausta

Marlowe – tragedia amerykańskiej poetki i dramatopisarki Josephine Preston Peabody, opublikowana w 1901 nakładem oficyny Houghton, Mifflin and Company. Utwór przedstawia życie elżbietańskiego dramaturga Christophera Marlowe’a. 

## Forma
Pod względem kompozycji sztuka Josephine Preston Peabody przypomina dramaty elżbietańskie. Składa się z pięciu aktów. Została napisana białym wierszem (blank verse), czyli nierymowanym dziesięciozgłoskowcem, stosowanym przez samego Marlowe’a.
Hers is the Beauty that hath moved the world,
Since the first woman. Beauty cannot die.
No worm may spoil it. Unto earth it goes,
There to be cherished by the cautious spring,
lose folded in a rose, until the time
Some new imperial spirit comes to earth
Demanding a fair raiment; and the earth
Yields up her robes of vermeil and of snow,
Violet-veined, — beautiful as wings,
And so the Woman comes!
Trzeba dodać, że to właśnie Marlowe przyczynił się najbardziej do popularyzacji jambicznego dziesięciozgłoskowca, używanego wcześniej między innymi przez Thomasa Kyda, autora Tragedii hiszpańskiej w teatrze elżbietańskim, przygotowując grunt pod wykorzystanie tego właśnie formatu przez Szekspira.

## Treść
Akcja rozgrywa się w środowisku ówczesnych londyńskich literatów, znanych jako University wits. Wśród bohaterów sztuki są czterej renesansowi dramaturdzy angielscy – Robert Greene, Thomas Lodge, Thomas Nashe i George Peele. Tragedia kończy się śmiercią Marlowe’a od ciosu sztyletu w gospodzie w Deptford 1 czerwca 1593 (It was done with his own dagger. He would die,/Ye see! – and that with cursing to the end). Według danych historycznych z protokołu śledztwa, prowadzonego przez koronera, podczas szamotaniny z Ingramem Frizerem, Marlowe został śmiertelnie ranny w czoło. Według tradycji Marlowe „konał, bluźniąc”. Ten element u Josephine Preston Peabody nie występuje. Marlow mówi tylko O God... God... God! i umiera. Gospodarz pyta wtedy Did ye hear the oath?, na co Gabriel odpowiada I heard the cry.

## Przedstawienie
Omawiana sztuka została wystawiona z okazji przekazania macierzystej uczelni autorki, Radcliffe College, budynku Elizabeth Cary Agassiz House, będącego darem przyjaciół Elizabeth Cary Agassiz z okazji jubileuszu jej osiemdziesięciolecia. Obsadę przedstawienia stanowiły studentki Radcliffe College i studenci Harvardu. O premierze informował 17 czerwca 1905 The New York Times.
W 1927 tragedia została włączona do zbiorowej edycji dzieł dramatycznych autorki. 
Zobacz też: Śmierć w Deptford.